# Ludo Peeters
Pour les articles homonymes, voir Peeters.
Ludo Peeters, né le 9 août 1953 à Hoogstraten, est un coureur cycliste belge.
Professionnel de 1974 à 1990, ce solide rouleur, d'un mètre 74 et de 70 kilos, totalise 76 victoires.
Il participe à dix Tours de France. Il y remporte trois étapes : en 1980 à Montpellier, en 1982 à Möhlin et en 1986 à Saint-Hilaire-du-Harcouët. Il a porté deux fois le maillot jaune : en 1982 et 1984.
Il a notamment remporté le Tour de Belgique, Paris-Bruxelles, Paris-Tours, le Championnat de Zurich, le Grand Prix de Francfort.

## Palmarès

### Palmarès amateur
- 1973
  - 2e du championnat de Belgique militaires sur route
  - 3e de Meer-Hoogstraten
- 1974
  - Tour de Campine :
    - Classement général
    - 1rea, 5eb et 8eb étapes (3 contre-la-montre)

  - 10e étape du Tour de Pologne
  - 2e du Circuit des régions flamandes
  - 2e du Tour de Pologne

### Palmarès professionnel
- 1975
  - 2e du Grand Prix de Fourmies
  - 3e du Prix national de clôture
  - 3e du Circuit de Niel
- 1976
  - Grand Prix de Saint-Tropez
  - Flèche hesbignonne
  - Prix de Saint-Amands
  - Circuit de la vallée de la Senne
  - Circuit de l'Escaut
  - 2e du Tour des Pays-Bas
  - 2e du Tour de Zélande centrale
  - 10e de la Flèche wallonne
- 1977
  - Circuit Mandel-Lys-Escaut :
    - Classement général
    - 1re étape

  - Prologue du Grand Prix du Midi libre
  - Prologue du Tour de l'Aude
  - Circuit de Brecht
  - 4e étape du Tour des Pays-Bas
  - Paris-Bruxelles
  - 2e du Tour de l'Aude
  - 2e du Grand Prix de l'Escaut
  - 3e du Circuit Het Volk
  - 5e du Grand Prix du Midi libre
  - 7e des Quatre Jours de Dunkerque
- 1978
  - Classement général du Tour de Luxembourg
  - Coupe Sels
  - Circuit du Brabant central
  - Leeuwse Pijl
  - 2e de Hyon-Mons
  - 3e de la Flèche brabançonne
  - 10e de Liège-Bastogne-Liège
  - 10e de Paris-Bruxelles
- 1979
  - Circuit Mandel-Lys-Escaut :
    - Classement général
    - 1reb étape

  - Circuit de Wallonie
  - Leeuwse Pijl
  - Course des raisins
  - Paris-Bruxelles
  - 4e du Grand Prix de Fourmies
  - 6e du Tour de Lombardie
- 1980
  - 4eb étape du Tour de Belgique
  - Circuit de la vallée de la Lys
  - 9ea étape du Tour de Suisse
  - Tour de France :
    - Classement du combiné
    - 14e étape

  - Grand Prix de l'Escaut
  - 2e de Kuurne-Bruxelles-Kuurne
  - 2e du Grand Prix de la ville de Zottegem
  - 2e du Tour de Romagne
  - 2e du Trophée Baracchi
  - 3e du Tour de Lombardie
  - 6e de Liège-Bastogne-Liège
  - 9e de Paris-Roubaix
  - 9e du Grand Prix des Nations
- 1981
  - Circuit de la vallée de la Lys
  - 2e étape du Tour de Romandie
  - Bristol-Bradford
  - Omloop van de Westkust
  - 7eb étape du Tour de Catalogne
  - 3e du Grand Prix du Midi libre
  - 7e de Gand-Wevelgem
- 1982
  - Grand Prix de Francfort
  - Ronde van Ijsselmeer
  - 1re étape du Tour de France
  - 3e et 6e étapes du Tour de Catalogne
  - 3e du Tour d'Allemagne
  - 5e de Bordeaux-Paris
  - 7e de l'Amstel Gold Race
  - 7e de Paris-Tours
  - 8e de Paris-Roubaix
- 1983
  - 2e étape de l'Étoile de Bessèges
  - Circuit des Ardennes flamandes - Ichtegem
  - 4e étape de la Semaine catalane
  - Grand Prix de Francfort
  - 2e et 4e étapes du Tour de Catalogne
  - Grand Prix Raymond Impanis
  - Paris-Tours
  - 2e du Tour des Flandres
  - 2e de la Flèche de Liedekerke
  - 3e du Circuit de la vallée de la Lys
  - 3e du Tour du Latium
  - 6e des Quatre Jours de Dunkerque
  - 6e du Super Prestige Pernod
  - 9e de Gand-Wevelgem
  - 10e du Circuit Het Volk
- 1984
  - Grand Prix de l'Escaut
  - 2e du Tour de Lombardie
  - 3e du Circuit Het Volk
  - 7e du Grand Prix de Francfort
- 1985
  - Championnat de Zurich
  - 2e étape du Tour de l'Aude
  - Tour de Belgique :
    - Classement général
    - 1re étape

  - Paris-Tours
  - 5e du Grand Prix du Midi Libre
  - 7e de l'Amstel Gold Race
- 1986
  - 7e étape du Tour de France
  - 5e de Paris-Roubaix
  - 6e de Gand-Wevelgem
  - 9e du championnat du monde sur route
- 1987
  - Kuurne-Bruxelles-Kuurne
  - 9e du Tour des Flandres
  - 9e de Gand-Wevelgem
  - 9e du Grand Prix du Midi Libre
- 1989
  - Circuit de la vallée de la Lys
  - 3e du Circuit des frontières

## Résultats sur les grands tours

### Tour de France
10 participations
- 1979 : 36e
- 1980 : 8e, vainqueur du classement du combiné et de la 14e étape
- 1981 : 59e
- 1982 : 34e, vainqueur de la 1re étape,  maillot jaune pendant 1 jour
- 1984 : 57e,  maillot jaune pendant 1 jour
- 1985 : 48e
- 1986 : 69e, vainqueur de la 7e étape
- 1987 : 96e
- 1988 : 89e
- 1989 : 63e

### Tour d'Italie
1 participation
- 1978 : non-partant (17e étape)

### Tour d'Espagne
1 participation
- 1975 : 45e